# USS Maryland (1921)
De USS Maryland (BB-46) was een  slagschip van de Verenigde Staten van de Coloradoklasse. Het schip nam deel aan de oorlog in de Grote Oceaan tijdens de Tweede Wereldoorlog. Bij de Japanse aanval op Pearl Harbor van 7 december 1941 lag het gemeerd naast USS Oklahoma die kapseisde als gevolg van de aanval op Battleship Row.

## Geschiedenis

### Pearl Harbor
De USS Maryland (BB-46) stond onder bevel van kapitein-ter-zee D. C. Godwin.
Het slagschip lag als eerste gemeerd, in een dubbele rij slagschepen naast de USS Oklahoma. Het lag gemeerd aan de piersteiger die verbinding gaf met Ford Island. Er achter lag de USS Tennessee met daarnaast de USS West Virginia. Voor hen lag de USS California. Daar nog achter lag de USS Arizona met daarnaast aan de buitenzijde het reparatieschip USS Vestal die op 6 december aan de werkzaamheden was begonnen aan boord van het slagschip. Geheel achteraan lag de USS Nevada. 
Op 7 december om 08.00 uur lag de marine-olietanker USS Neosho achter-tussenin de USS Oklahoma en de USS Maryland. Het zou vliegtuigbenzine lossen voor de katapultvliegtuigen op de slagschepen, toen de aanval begon. De Japanse Nakajima B5N "Kate"-vliegtuigen scheerden laag over de kanaalgeul en draaiden dan naar hun bakboordzijde om laagvliegend hun torpedo's te lossen. Andere Japanse jagers kwamen van bovenaf aangevlogen en dropten hun bommen op de binnenwaarts gemeerde schepen. Terwijl de USS Oklahoma, USS California en de USS West Virginia torpedo's moesten incasseerden, kreeg de USS Arizona een fatale bomtreffer in zijn tweede geschuttoren, toren B of II. De bom van 800 kg drong door tot de munitiekamer en liet het slagschip ontploffen met zeer veel doden en gewonden tot gevolg. Het schip werd opengereten door deze explosie en veel materiaal en stookolie vlogen in het rond toen zijn ketels ontploften.
De USS Tennessee kreeg drie grote bomtreffers en de USS Nevada een torpedo in zijn bakboordboeg te verwerken. De USS Maryland kreeg een bom van  800 kg op het voorschip van een Japanse Aichi D3A-jachtbommenwerper. De zware bom ging dwars door het dek en sloeg een groot gat in de stuurboordboeg. Meteen vloog het voorcompartiment in brand en meteen werd de - op positieven gebrachte bemanning, en door hun ongeloof heen, dat dit werkelijk werkelijkheid was, en geen oefening - met brandslangen naar voren gestuurd om de brand te blussen. Ondertussen vlogen de brandende brokstukken van de ontplofte USS Arizona over en tegen de slagschepen. Zijn brokstukken vlogen op de wal van Ford Eiland. De stukbemanningen begonnen meteen naar de Japanse aanvallers te vuren terwijl naast hen de USS Oklahoma langzaam begon om te slaan. Op dit moment passeerde de USS Neosho, omdat kapitein Philipps meteen dacht aan nog meer ontploffingsgevaar van zijn tankschip, en daarmee het hazenpad nam.

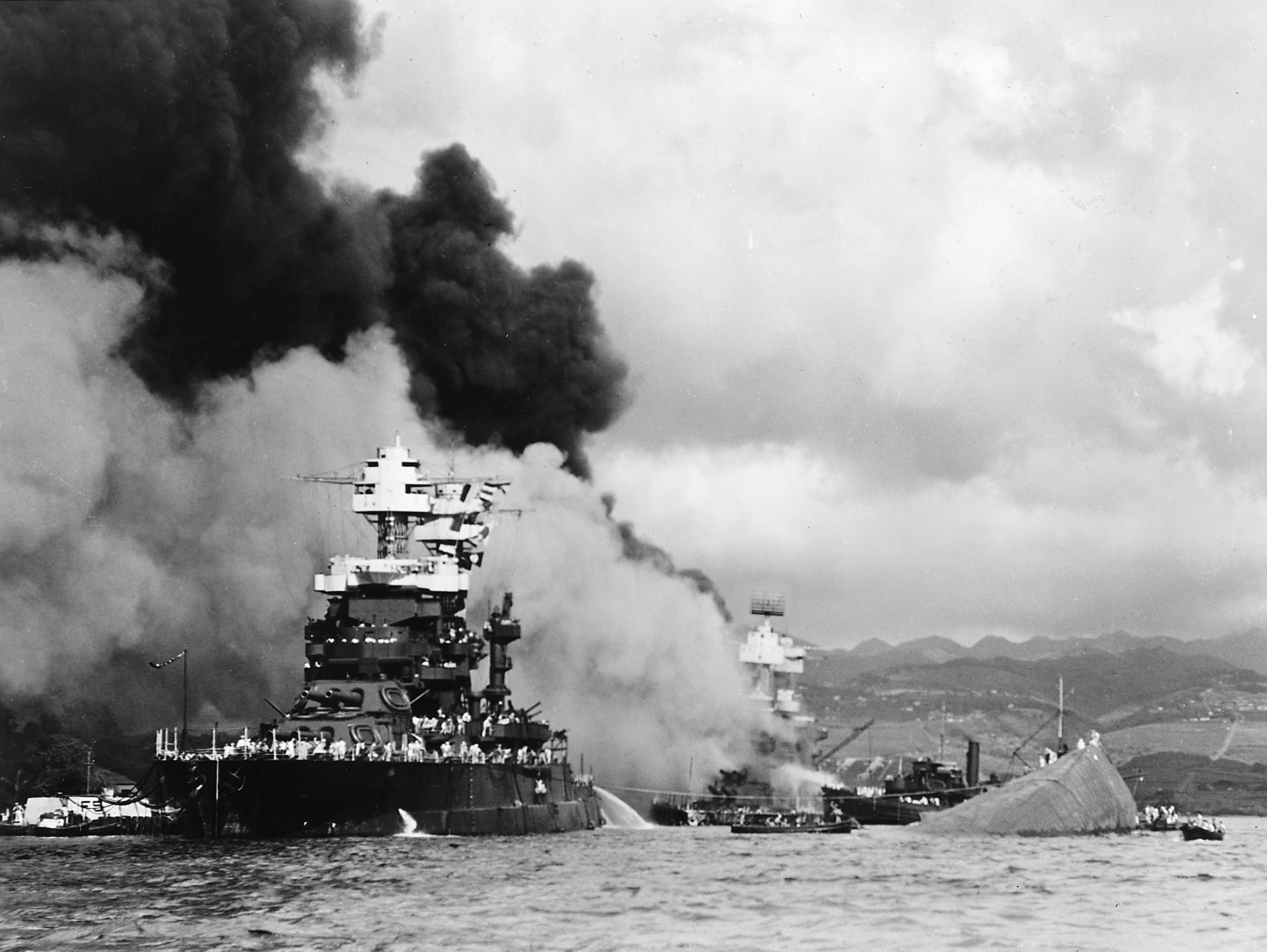
USS Maryland en rechts de kiel van de USS Oklahoma. Op de achtergrond de brandende USS West Virginia.

Hetzelfde deed het reparatieschip USS Vestal, dat eveneens geraakt was en achteraan stuurboord begon water te maken. Het ging voor anker in de noordoostelijke hoek van de haven. De USS Maryland bleef nog drijven maar brandde ook fel. Het lag en zat verborgen achter enorme zwarte rookkolommen van de USS Oklahoma en de USS West Virginia, die met zijn kiel op de havenbodem lag. Meteen kwamen havenwerkers en anderen de scheepsbemanningen te hulp in hun strijd tegen het vuur en om de overlevenden uit hachelijke situaties te redden. Ze hielpen gewonden aan de wal die naar ziekenhuizen op Hospital Island en Honolulu werden gebracht. De ziekenhuizen waren al snel overvol. Veel zwaargewonden lagen op dekens op de vloer in de hospitaalgangen. 
De branden op de USS Maryland werden succesvol bestreden. Op 30 december 1941 kwam het aan op de reparatiewerf van Puget Sound Navy Yard in de staat Washington om te worden gerepareerd. De schade was minder ernstig dan gedacht. Versplinterde kanonschermplaten werden vernieuwd en de 5"/25-vuurmonden werden vervangen door 5"/75-snelvuurkanons. Ook werd de stelling-achtermast vervangen door een moderne navigatiemast en vooraan kwam een radarmast. Het slagschip was op 9 februari 1942 weer gereed voor dienst in de Pacific.

### Pacific
In februari 1943 lag het voorlopig voor anker in de Hauannah Bay in de Nieuwe Hebriden. Samen met zusterschip USS Colorado hield het de wacht bij de zuidelijke scheepsroute bij Australië. De verouderde slagschepen kregen een beschermende rol toegewezen voor het thuisfront. Eigenlijk was hun rol uitgespeeld, doch men hield hen nog achter de hand.
November 1943 - Tarawa Invasion - De USS Maryland kwam in actie en vuurde met zijn vernieuwde 16"/45-kanons, gedurende de voor-invasie op Tarawa-eiland. Waarnemend admiraal Harry W. Hill, Commander Task Force 53, en enkele hoge officieren van zijn staf observeerden het bombardement van het slagschip op het smalle eiland Tarawa vanaf het slagschip. De granaatinslagen omploegden het strand en ontwortelden de palmbomen, tot een schraal landschap. 
12 november 1943 - De USS Maryland beschoot met zijn 16"/45-batterijen wederom Tarawa.
Nadien kwam de grote Amerikaanse troepeninvasie op de stranden en begon de Slag om Tarawa.
Op 25 april 1944 kwam de USS Maryland aan op Puget Sound, Washington. Daar kreeg het een grote onderhoudsbeurt. De dag daarna werd het weer verbouwd en kreeg het een kleinere controletorenstructuur. Daarna vertrok het naar Leyte voor de volgende slag.
Op 10 juli 1944 werd het het slachtoffer van een kamikaze-aanval. De schade was beperkt zodat het nog verder kon strijden ter ondersteuning op de latere zeeslag om Leyte.

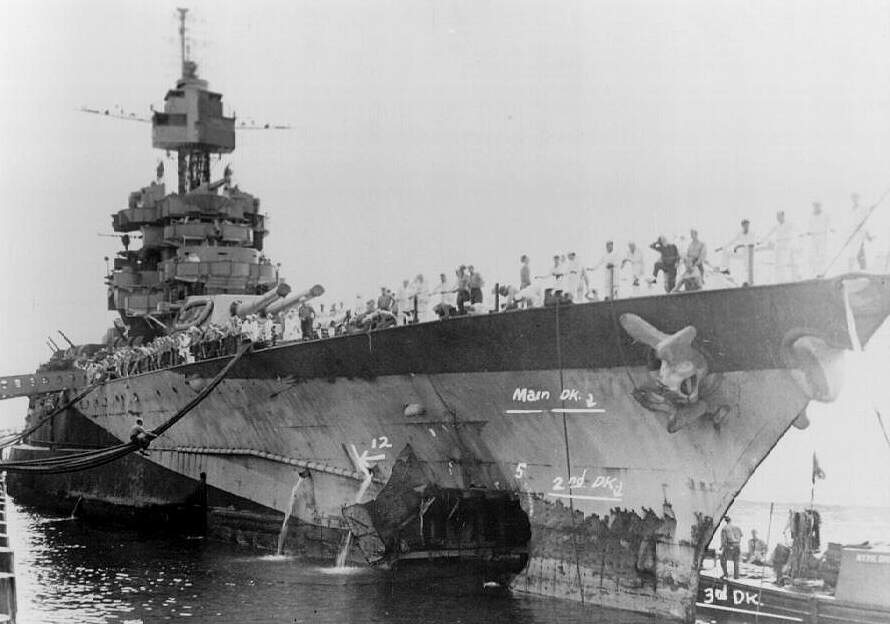
USS Maryland met een gat in de boeg na een Japanse torpedoaanval (juli 1944)

In juli 1944 dropte een Japans vliegtuig een torpedo, die een gat sloeg in de romp aan stuurboordzijde-voor. De slachtoffers waren lichtgewond en in 15 minuten tijd was het slagschip weer onderweg naar Eniwetok. Kort daarna vertrok het naar de scheepswerf van Pearl Harbor. Daar werkten de scheepsherstellers de klok rond en op 19 augustus, 34 dagen na aankomst, was het schip weer onder stoom voor de oorlog.
Op 29 november 1944 viel het weer ten prooi aan hamikaze-aanvallen. Op de avond van 29 november sloeg een Japanse zelfmoordpiloot met zijn vliegtuig, nog met zijn bommen, munitie en nog de volledige brandstof aan boord, op het slagschip. Hierbij vielen er doden en gewonden. Na de Slag in de Golf van Leyte vertrok het weer naar Pearl Harbor voor de nodige herstellingen.
Weer werd het het slachtoffer op 7 april 1945 van kamikaze-aanvallen. Het kon verder blijven strijden totdat het uiteindelijk op 5 augustus 1945 naar Puget Sound Naval Shipyard in Bremerton, Washington aankwam voor een grote 'overhaul'. Op 15 augustus 1945 vertrok het van de scheepswerf. Voor dit schip was de oorlog gedaan.
Op 3 april 1947 zat zijn diensttijd definitief erop en werd het in de reservevloot geplaatst. Het werd opgelegd op 1 maart 1959 te Alameda, Californië. Vijf maanden later werd het volledig geschrapt van de US Navylijst en doorverkocht op 8 juli 1959 naar de sloop.